# Senigallia
Senigallia (latin: Sena Gallica) är en stad i provinsen Ancona i regionen Marche i Italien. Kommunen hade 44 620 invånare (2018) och gränsar till kommunerna Belvedere Ostrense, Mondolfo, Monte San Vito, Montemarciano, Morro d'Alba, Ostra och Trecastelli.

## Kända personer födda i Senigallia
- Gaetano Bedini, italiensk kardinal
- Giovanni Maria Mastai-Ferretti, sedermera påve Pius IX
- Mario Giacomelli, italiensk fotograf och fotojournalist inom humanismen.